# Jacques Carelman
Jacques Carelman (Marsiglia, 1º novembre 1929 – Argenteuil, 29 marzo 2012) è stato un illustratore, pittore e designer francese, membro del Collège de 'Pataphysique.

## Biografia
Nato a Marsiglia nel 1929 si trasferisce a Parigi nel 1956 dove inizia a lavorare come dentista e, a partire dal 1962, come scenografo e costumista in opere teatrali. Nel 1966 illustra l'opera Zazie nel metró di Raymond Queneau.
Suo è il celebre manifesto del 1968 che raffigura un poliziotto della Compagnie républicaine de sécurité, rappresentato in bianco e nero mentre brandisce un manganello alzato, divenuto un'icona contro la repressione dei movimenti studenteschi del maggio francese. Carelman ha disegnato l'originale del manifesto nella scuola di belle arti di Parigi. Il manifesto fu ben presto modificato da ignoti che aggiunsero la sigla "SS" sullo scudo antisommossa del poliziotto, originariamente completamente nero.
Nel 1969 diventa membro del Collège de 'Pataphysique e la passione per la raccolta di oggetti inusuali gli fornisce ispirazione per la sua opera più famosa, Catalogo di oggetti introvabili pubblicato nello stesso anno  con la quale l'autore si riproponeva di "dirottare l'uso corrente di oggetti comuni". Il successo riscosso da questo surreale catalogo lo spinge a pubblicare nel 1972 il Catalogue de timbres-poste introuvables.
Nel 1980 si fa promotore della rifondazione dell'Ouvroir de Peinture Potentielle (traducibile come "atelier di pittura potenziale") diventandone quindi uno degli eclettici membri.
Muore il 29 marzo 2012 ad Argenteuil all'età di 82 anni.

## Opere

### Catalogo d'oggetti introvabili
La sua opera più famosa è il Catalogo d'oggetti introvabili (Catalogue d'objets introuvables et cependant indispensables) pubblicato nel 1969 concepito come parodia di un catalogo di vendita per corrispondenza di fine ottocento, in particolare il Catalogue de la manufacture d'armes et cycles de Saint-Étienne, di cui l'autore crea una fedele parodia, riproducendone lo stile dei disegni, l'impaginazione e il formato con gusto surreale e dadaista. Tra gli stravaganti oggetti proposti per l'improbabile vendita vi sono la caffettiera per masochisti con il beccuccio ruotato verso la mano dell'utilizzatore, la macchina per "mettere i puntini sulle i", il fucile per canguri, la macchina per scrivere con i geroglifici egizi e il puzzle composto da sole due tessere.

### Catalogue de timbres-poste introuvables
Sull'onda del clamore suscitato dal precedente catalogo, Jacques Carelman dà alle stampe nel 1972 un nuovo finto almanacco dal titolo Catalogue de timbres-poste introuvables (non pubblicato in Italia ma traducibile come "Catalogo di francobolli introvabili"). La rappresentazione di centinaia di francobolli completamente inventati e corredati dalla loro delirante descrizione, rende l'opera assolutamente surreale e impertinente. Tra i disegni di Carelman vi è la Venere di Milo raffigurata su un ipotetico francobollo delle Poste Vaticane, pudicamente coperta da un reggiseno, la piramide di Cheope rappresentata con la punta verso il basso, il valore bollato emesso in occasione della vittoria della coppa Davis della Francia con la Marianne immortalata mentre impugna una racchetta da tennis.

## Mostre
Alcune riproduzioni delle macchine di scena create da Carelman per varie rappresentazioni teatrali vengono esposte nei maggiori musei d'arte moderna europei nella mostra itinerante curata da Harald Szeemann nel 1975 intitolata Machines célibataires.